# Valeriana glechomifolia
Valeriana glechomifolia är en kaprifolväxtart som beskrevs av F. G. Meyer. Valeriana glechomifolia ingår i släktet vänderötter, och familjen kaprifolväxter. Inga underarter finns listade i Catalogue of Life.